# Lingulodinium polyedra

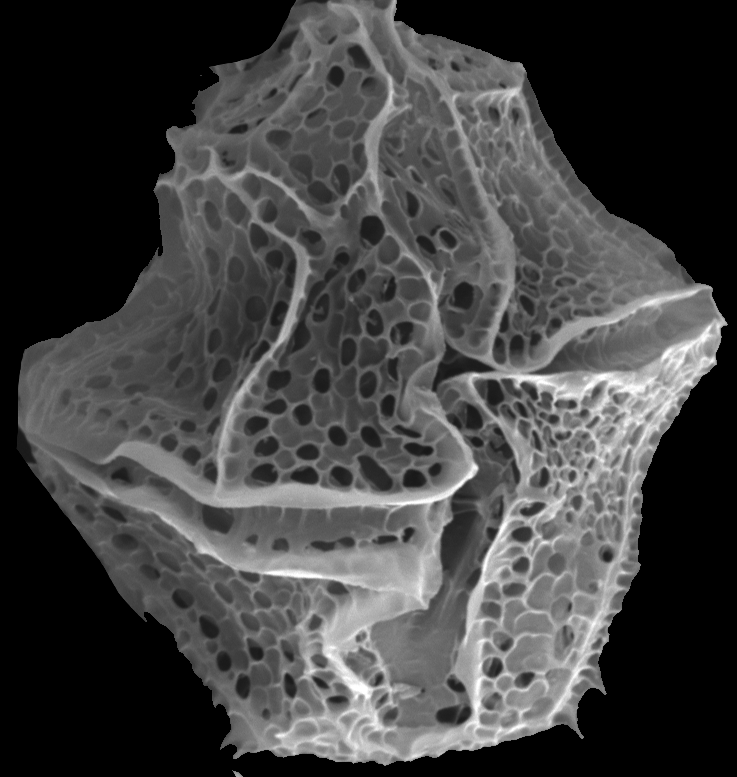
Vista ventral de Lingulodinium polyedra según lo observado por un microscopio electrónico de barrido. El diámetro de la célula es de aproximadamente 40 micrómetros

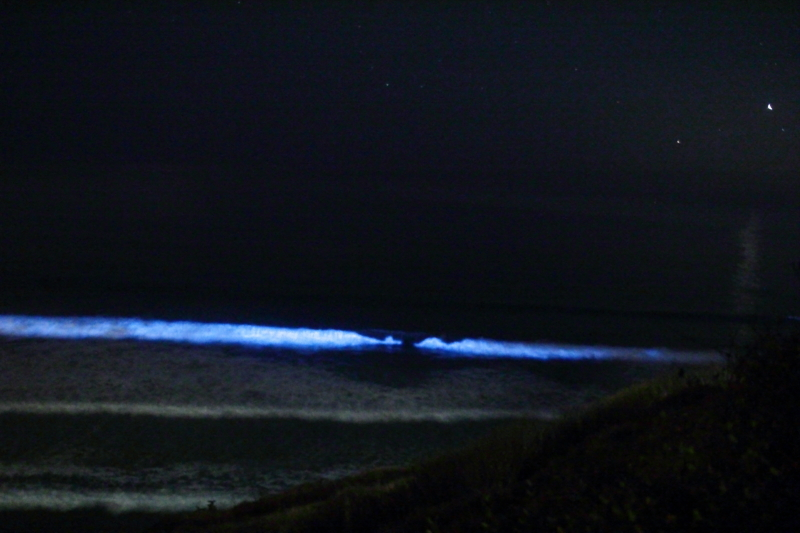
L. Polyedra produciendo luz al romper las olas en San Diego (exposición: 1 seg / F2.8 / ISO 6400)

Lingulodinium polyedra (anteriormente denominada Gonyaulax polyedra) es una especie de microalga unicelular fotosintética motil, de la clase de los dinoflagelados. Aunque tradicionalmente se los ha estudiado como algas actualmente se los considera dentro de la categoría del plancton, más concretamente del fitoplancton, ya que son organismos autótrofos y viven dispersos en el agua (aunque suelen formar colonias).
L. polyedra es habitualmente la causa de las mareas rojas, y de las exhibiciones bioluminiscentes en las playas y zonas neríticas de agua caliente durante la noche.

## Ciclo vital
En este organismo se han observado dos estrategias reproductivas. Por un lado se reproduce de forma asexual mediante la fisión binaria, pero por otro lado en ciertas condiciones (como en un ambiente con carencias de fosfatos, o una temperatura inferior a los 17 °C) se puede reproducir fusionando pares de gametos para formar quistes, que vuelven a activarse cuando las condiciones ambientales vuelven a ser favorables.
A partir de experimentos de cultivo y del estudio de sedimentos superficiales se conoce que la morfología de estos quistes también varía según las variaciones medioambientales como la salinidad o la temperatura. Este tipo de variaciones puede aplicarse en la reconstrucción de estas condiciones en salinidad de épocas anteriores, como por ejemplo en el caso de la reconstrucción de la variación de la salinidad del Mar Negro en el Holoceno.
Este quiste fue descrito por primera vez por Deflandre y Cookson en 1955 a partir de observaciones de sedimentos del Mioceno en la Bahía Port Phillip, como: "Cáscara globular, subesférica o elipsoidal con una membrana rígida, más frágil que deformable, cubierta con numerosas crestas largos, rígidas, cónicas, puntiagudas que se asemejan a la hoja de una daga. Superficie de la concha granular o punteada".
Su rango estratigráfico abarca del Paleoceno superior observado en extracciones en el este de Estados Unidos y en Dinamarca hasta la actualidad.

## Toxicidad

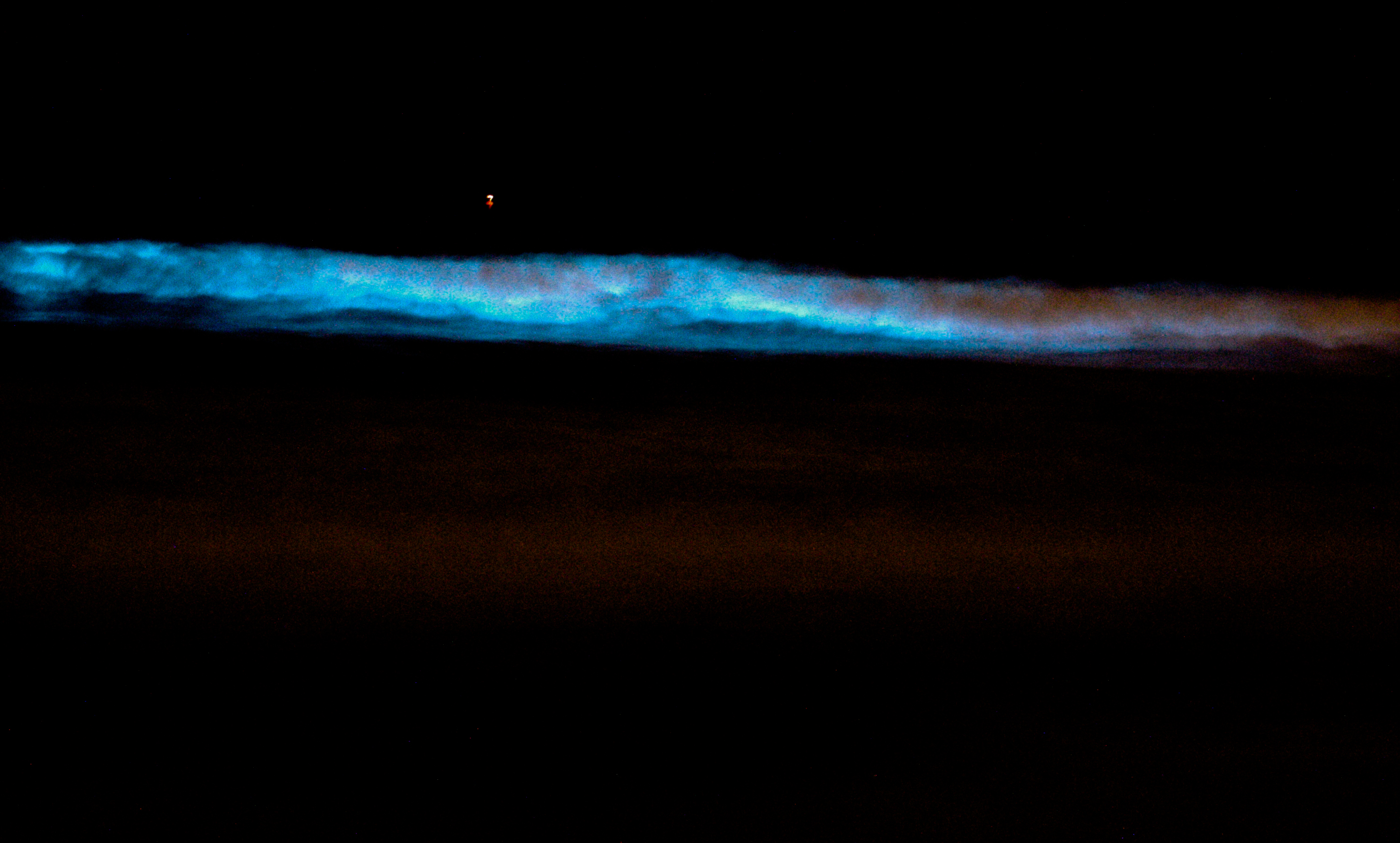
L. polyedra al romper las olas en Solana Beach, California. (Exposición: 3 seg / f4 / ISO 3200 / f 210 mm)

La especie Lingulodinium polyedra se ha relacionado con la producción de saxitoxinas y de yessotoxinas (YTXs), un grupo de toxinas que pueden acumularse en los mariscos, peces o medusas y que pueden inducir la intoxicación paralítica por ingestión de marisco (en inglés PSP). La presencia de estas toxinas también ha sido asociada con episodios de alta mortaldad entre peces y medusas observados en diversas zonas costeras del Pacífico y del Adriático.

## Luminiscencia
El efecto bioluminiscente se produce en respuesta a la tensión superficial, a la acidez del medio y en respuesta a la luz solar, alcanzando su punto máximo por la noche. Se produce gracias a unas estructuras citoplasmáticas denominadas escintilones, que únicamente se han observado en los dinoflagelados. Debido a estos ritmos cíclicos tan marcados, y también al hecho de que la mayoría de sus actividades, fisiológicas y moleculares, sean rítmicas, L. polyedra ha sido un organismo modelo para estudiar los ritmos circadianos en células individuales.